# Hylopanchax stictopleuron
Hylopanchax stictopleuron és una espècie de peix de la família dels pecílids i de l'ordre dels ciprinodontiformes.

## Morfologia
Els mascles poden assolir els 3,5 cm de longitud total.

## Distribució geogràfica
Es troba a Àfrica: Gabon, República Democràtica del Congo i República del Congo.